# Конклав 1829 года
Папа римский Лев XII умер 10 февраля 1829 года. Чтобы избрать его преемника Конклав открылся 24 февраля и длился продолжительное время, чтобы принять решение из-за конфликта между светскими правительствами о том, кто должен быть избран. Кардинал Эммануэле Де Грегорио был предложен кандидатом от про-французской фракции и zelanti (рьяных), пока Бартоломео Пакка был предложен большинством умеренных кардиналов, но не был принят французским правительством. Карл X наложил вето на кандидатуру кардинала Пакки. Он, как было замечено многими на Конклаве, слишком кроток, чтобы быть эффективным папой римским.

## Ход Конклава
Конклав не шел быстро, однако, по прибытии кардинала Джузеппе Альбани который вызвал голосование, чтобы сосредоточиться вместо этого на кардинале Франческо Саверио Кастильони. Со сторонниками или Де Грегорио, или Пакки — неспособному выиграть достаточно голосов, чтобы стать папой римским, Кастильони стал заметен, как подходящий компромиссный кандидат. Он был близок к избранию на Конклаве 1823 года, как представитель politicani (умеренных кардиналов) и имел большой опыт, чтобы стать папой римским, однако имел серьёзные проблемы с очень плохим здоровьем, но не был избран на последнем Конклаве так как кардиналы-дзеланти пришли к выводу, что он был весьма близок к кардиналу Эрколе Консальви. Консальви однако был уже мертв к моменту Конклава 1829 года, умерев во время понтификата Папы Льва XII. На момент избрания Кастильони был великим пенитенциарием.
К 31 марта, Кастильони был избран папой римским. Учитывая, что Кастильони назвался Пием VIII папой Пием VII перед своей смертью в 1823 году, и что на Конклаве 1823 года, Лев XII сказал, что он «однажды станет Пием VIII», это был предрешенный исход, что он возьмёт это тронное имя после избрания папой римским.

## Статистика Конклава 1829 года
| Продолжительность | 35 дней                          |
| Выборщики         | 50                               |
| Используемое вето | Францией против кардинала Пакки. |
| СКОНЧАВШИЙСЯ ПАПА | ЛЕВ XII (1823—1829)              |
| НОВЫЙ ПАПА        | ПИЙ VIII (1829—1830)             |
| ----------------- | -------------------------------- |